# CDN 37
CDN Canal 37 (gestionado por Cadena de Noticias TV SA) es un canal de televisión abierta dominicano de noticias, fundado en 1996, que transmite por el canal 37 de la banda UHF.

## Historia
CDN fue fundada el 1 de enero de 1996 por el Banco Popular Dominicano, transmitiendo en el canal 37 UHF. Produce noticias, cobertura especial y contenido deportivo. En 1999, CDN se expandió al agregar más reporteros y transmisiones.
En 2005, CDN news and sports se incluyó en el grupo Multimedios del Caribe liderado por Manuel Estrella y Félix García.
Otro canal, CDN2, se lanzó en 2008. Contenía programas alternativos para todas las edades, y en 2014 se convirtió en el único canal de televisión dominicano especializado en cobertura deportiva bajo el nombre de CDN SportsMax.
En 2013, CDN se relanzó en alianza con Provider SA, dirigida por la periodista Nuria Piera, para investigar asuntos nacionales e internacionales de alto nivel. Piera ha presentado el programa Nuria: Investigación periodística en CDN durante 29 años. Formaron NCDN, un nuevo formato que ofrece una perspectiva diferente sobre la producción y el contenido de la programación.
En 2015, el presentador español de noticias Pere Pont trabajó allí como editor internacional de noticias.
En 2018, Nuria Piera dejó la compañía del canal a Alba Nelys Familia. Ese mismo año firmó acuerdo con Canal América de Nueva York.